# 10 Pułk Ułanów (powstanie listopadowe)

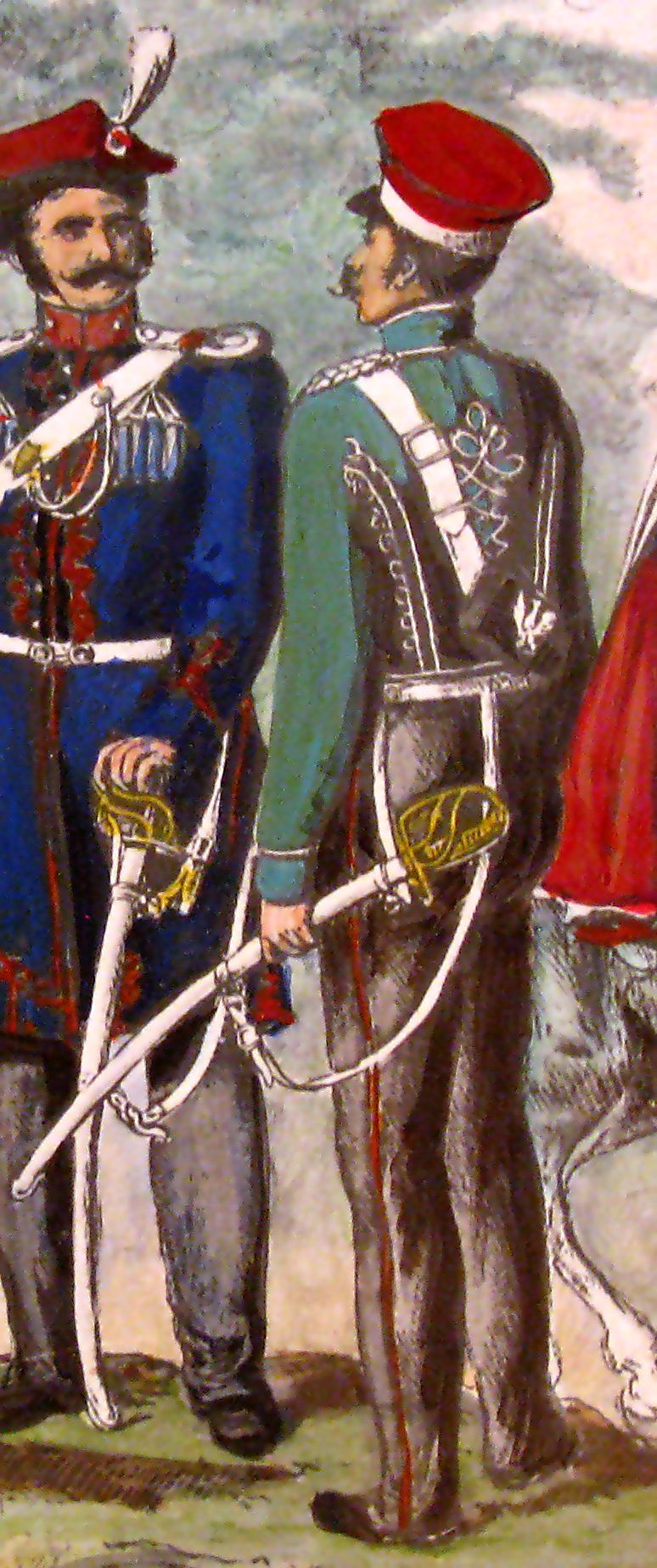
Jeździec Jazdy Lubelskiej

10 Pułk Ułanów – pułk jazdy polskiej okresu zaborów.
Od 11 grudnia 1830 do 1 sierpnia 1831 pod nazwą pułku Jazdy Lubelskiej.

## Żołnierze pułku
Dowódcy pułku
- płk Adam Jaraczewski,
- ppłk Antoni Wierzbicki (od 3 czerwca 1831; płk od 19 sierpnia),
- mjr Michał Wiliński (od 3 października 1831).

## Walki pułku
Pułk brał udział w walkach w czasie powstania listopadowego.
Bitwy i potyczki:
- Siedlce (8 lutego 1831),
- Kałuszyn (17 lutego 1831),
- Mokobody (20 kwietnia 1831,
- Stanisławów (27 kwietnia 1831),
- Zimnowoda i Cierpięty (4 maja 1831),
- Jędrzejów (13 maja 1831),
- Mińsk(13 lipca 1831)
- Koło (3 sierpnia 1831).

Pułk otrzymał 1 krzyż kawalerski, 20 krzyży złotych i 18 srebrnych.